# Горный (Аргаяшский район)
Го́рный — посёлок в Аргаяшском районе Челябинской области России. Входит в состав Аязгуловского сельского поселения.

## География
Посёлок расположен в 10 км северо-западнее районного центра села Аргаяш.
В 2 км севернее посёлка находится Арголевское месторождение порфиритов с разведанными запасами 15,4 млн м³

## Население
| 2002 | 2010 |
| ---- | ---- |
| 193  | ↘124 |

По данным Всероссийской переписи, в 2010 году численность населения посёлка составляла 124 человека (52 мужчины и 72 женщины).

## Инфраструктура
В посёлке имеется фельдшерско-акушерский пункт. Ближайшая школа расположена в д. Аязгуловой.

## Транспорт
Через посёлок проходят региональные автодороги 75К-404 Аязгулова — Новогорный. Рядом проходит участок железной дороги Челябинск — Верхний Уфалей — Екатеринбург Уральской рокады
Расстояния по автодорогам до:
- ближайшей железнодорожной станции Аргаяш — 10 км;
- центра сельского поселения д. Аязгулова — 5 км;
- районного центра с. Аргаяш — 10 км;
- областного центра г. Челябинск — 70 км.

## Улицы
Уличная сеть посёлка состоит из 2 улиц:
- Железнодорожной,
- Нагорной.

## Топографические карты
- Лист карты N-41-14 Аргаяш. Масштаб: 1 : 100 000. Издание 1979 г. Аргаяш. Масштаб 1:100 000. Состояние местности на 1977 год. Издание 1979 г.